# Mastacembelus plagiostomus
Mastacembelus plagiostomus är en fiskart som beskrevs av Hubert Matthes 1962. Mastacembelus plagiostomus ingår i släktet Mastacembelus och familjen Mastacembelidae. IUCN kategoriserar arten globalt som livskraftig. Inga underarter finns listade i Catalogue of Life.